# Bisdom São Luís de Montes Belos
Het bisdom São Luís de Montes Belos (Latijn: Dioecesis Sancti Aloisii de Montes Belos) is een rooms-katholiek bisdom met als zetel São Luís de Montes Belos, in Brazilië. Het bisdom is suffragaan aan het aartsbisdom Goiânia.

## Geschiedenis
Het bisdom werd opgericht op 25 november 1961, als territoriale prelatuur São Luís de Montes Belos, uit delen van het aartsbisdom Goiânia en de bisdommen Goiás en Jataí. Op 4 augustus 1981 werd het verheven tot bisdom. Op 15 mei 1990 veranderde het bisdom haar Latijnse naam van Sancti Ludovici de Montes Belos naar Sancti Aloisii de Montes Belos. 

## Parochies
Het bisdom had in 2020 een oppervlakte van 43.965 km2 en telde 356.000 inwoners waarvan 85,5% rooms-katholiek was.

## Bisschoppen
- Estanislau Arnoldo Van Melis (26 november 1962 - 10 februari 1987)
  - Rubens Augusto de Souza Espínola (hulpbisschop: 20 december 1980 - 12 oktober 1985)
- Washington Cruz (10 februari 1987 - 8 mei 2002)
- Carmelo Scampa (30 oktober 2002 - 22 januari 2020)
- Lindomar Rocha Mota (22 januari 2020 - heden)

Goiânia (aartsbisdom) · Anápolis · Goiás · Ipameri · Itumbiara · Jataí · Rubiataba-Mozarlândia · São Luís de Montes Belos